# Harm Vanhoucke
Harm Vanhoucke (Courtrai, 17 giugno 1997) è un ciclista su strada belga che corre per la Q36.5 Pro Cycling Team; è professionista dal 2019.

## Palmarès

### Strada
- 2016 (Lotto Soudal U23)

2ª tappa Tour de Savoie Mont-Blanc (Barby > Les Déserts)
Piccolo Giro di Lombardia
- 2017 (Lotto Soudal U23)

Flèche Ardennaise
2ª tappa Vuelta a Navarra (Estella > Ochagavía)
Classifica generale Vuelta a Navarra
2ª tappa Giro della Valle d'Aosta (Villeneuve > Les Combes, Introd)
- 2023 (Lotto Dstny/Lotto Dstny Development Team, una vittoria)

3ª tappa Okolo Jižních Čech (Český Krumlov > Javorník)

#### Altri successi
- 2020 (Lotto Soudal)

Classifica scalatori Tour du Poitou-Charentes
- 2023 (Lotto Dstny)

Classifica scalatori Giro di Germania

## Piazzamenti

### Grandi Giri
- Giro d'italia

2020: 60º
2021: 86º
2022: ritirato (17ª tappa)
2023: ritirato (12ª tappa)
- Tour de France

2024: 130º
- Vuelta a España

2019: 115º
2021: 115º

### Classiche monumento
- Liegi-Bastogne-Liegi

2021: 68º
2022: 74º
- Giro di Lombardia

2021: 33º
2022: ritirato

### Competizioni europee
- Campionati europei

Trento 2021 - In linea Elite: 31°